# ژوائو کارلوس دوس سانتوس
ژوائو کارلوس دوس سانتوس (به پرتغالی: João Carlos dos Santos) مدافع اهل برزیل است که در شهر سته لاگوآس و در تاریخ ۱۰ سپتامبر ۱۹۷۲ به دنیا آمده‌است.
ژوائو کارلوس دوس سانتوس در تیم‌های فوتبال EC Mamoré، کروزیرو، کورینتیانس، کروزیرو، سرزو اوساکا، Botafogo، América-MG، Paysandu SC سابقهٔ حضور دارد.